# Клосово (Картузький повіт)
Клосово (пол. Kłosowo, нім. Klossau) — село в Польщі, у гміні Пшодково Картузького повіту Поморського воєводства.
Населення — 301 особа (2011).
У 1975-1998 роках село належало до Гданського воєводства.

## Демографія
Демографічна структура станом на 31 березня 2011 року:
|          | Загалом | Допрацездатний вік | Працездатний вік | Постпрацездатний вік |
| -------- | ------- | ------------------ | ---------------- | -------------------- |
| Чоловіки | 148     | 37                 | 96               | 15                   |
| Жінки    | 153     | 54                 | 79               | 20                   |
| Разом    | 301     | 91                 | 175              | 35                   |